# Cegielnia (Karolewo)
Cegielnia (niem. Louisenthal) – przysiółek osady Karolewo w Polsce, położony w województwie warmińsko-mazurskim, w powiecie kętrzyńskim, w gminie Kętrzyn. Wchodzi w skład sołectwa Kruszewiec.
W latach 1975–1998 przysiółek administracyjnie należał do województwa olsztyńskiego.
Przez przysiółek przepływa rzeka Guber. Tuż przy nim na rzece znajduje się zapora wodna. Zalewowy zbiornik wodny służy na potrzeby elektrowni wodnej. Dostawa energii elektrycznej z tej elektrowni zsynchronizowana jest z siecią energetyczną – dostawy energii realizowane są w okresach zwiększonego zapotrzebowania mocy. W okresie przestoju elektrowni poziom wody w rzece Guber na odcinku do Kętrzyna jest bardzo niski, gwałtownie przybiera w czasie pracy elektrowni.
W roku 2000 w Cegielni mieszkało 47 osób.